# Koolotano
Koolotano is een bestuurslaag in het regentschap Nias Selatan van de provincie Noord-Sumatra, Indonesië. Koolotano telt 464 inwoners (volkstelling 2010).